# Gantz (фільм)
«Gantz» (яп. ガンツ Ганцу) — фільм режисера Сінсуке Сато, створений на основі однойменної манґи Хірої Оку. Світова прем'єра відбулася 20 січня 2011 року, крім того, 23 квітня 2011 року вийшло продовження під назвою Gantz: Ідеальна відповідь. Збори в прокаті становили $38 890 000. Gantz був номінований Азійською кіноакадемією в 2012 році в номінації «Найкращі спецефекти».

## Сюжет
Японський старшокласник Кей Куроно стоїть на станції токійського метрополітену. Його увагу привертає безхатченко в стані алкогольного сп'яніння, що падає на рейки. Йому на допомогу поспішає друг дитинства Кея — Масару Като. Кей приєднується до нього, щоб допомогти безхатченку звестись й зійти з рейок. Коли їм з Като це вдається, вони помічають, що на станцію прибуває експрес. В наступну мить їх збиває потяг. Але замість неминучої смерті, вони опиняються в кімнаті квартири, з вікон якої відкривається вид на токійську телевежу. Окрім них в кімнаті є інші люди і тварини. Після того, як один чоловік пропонує решті представитись, виявляється, що всі присутні незадовго до того як опинитись в цій кімнаті померли. Подивившись довкола, вони помічають, що інтер'єр кімнати складається тільки з чорної сфери невідомого походження. Мобільні телефони не працюють, вікна та двері не відчиняються. Сфера раптово випускає промінь, що матеріалізує в кімнаті ще одну людину — непритомну оголену дівчину, Кей Кісімото. На цьому дива не кінчаються: лунає пісня японського радіо «Новий ранок прийшов…» з якої зазвичай починається ранкова зарядка, а на передній частині сфери з'являються слова — «Ваші старі життя закінчилися. Як розпорядитися вашими новими життям — вирішувати мені. Це — закон». З цього моменту Кей Куроно опинився в епіцентрі жахливих події та був змушений брати участь в жорстокій грі не на життя а на смерть, основне завдання якої вижити за будь-яку ціну.

## В ролях
| Актор            | Роль             |
| ---------------- | ---------------- |
| Казунарі Ніномія | Кей Куроно       |
| Кенічі Мацуяма   | Масару Като      |
| Нацуна Ватанабі  | Кей Кісімото     |
| Юріко Єсітака    | Кодзіма Тае      |
| Каната Хонго     | Дзеітіро Нісі    |
| Томорово Тагуті  | Есікадзу Судзукі |
| Сюнья Сіраісі    | Хірото Сакурай   |
| Кенсукі Тісака   | Аюмі Като        |

## Відмінності між фільмом і мангою
На відміну від аніме-серіалу, який майже повністю наслідував манґу, фільм далеко відходить від оригіналу. Велика кількість сцен була видалена і додана, характери героїв відрізняються, та інше. У результаті екранізація, за жанром та загальною атмосферою не схожа на манґу. Крім того, в кінці фільму невелика вставка натякає на сюжет сиквел, який кардинально відрізняється від оригіналу. Приклади відмінностей:
- Помираючи, Нісі просить Кея, набрати 100 балів і повернути його до життя, чого в манзі не було.
- У манзі та аніме Куроно був учнем старших класів, в той час як в фільмі він вже студент.
- На виконання місії дається одна година, інколи півтори, в той час як в фільмі лише 20 хв.
- В фільмі з'являється Кодзіма Тае, хоча манзі про неї розповідають значно пізніше, крім того за оригіналом вона зовсім не красуня, як актриса, що грає її в екранізації.